# 東武デハ5形電車
東武デハ5形電車（とうぶデハ5がたでんしゃ）は、かつて東武鉄道に在籍した電車。1927年（昭和2年）から1929年（昭和4年）にかけて新製された、いわゆる昭和2年 - 4年系に属する車両のうち、最多両数が製造された形式である。後年の大改番に際して、本形式はモハ3210形と改称された。
本項では本形式のみならず、昭和2年 - 4年系に属する全ての形式について記述する。

## 概要
東武鉄道においては1924年（大正13年）の伊勢崎線浅草（初代・現在のとうきょうスカイツリー） - 西新井間電化完成を皮切りに順次電化区間の延伸を実施し、1927年（昭和2年）12月の伊勢崎線全線電化完成、1929年（昭和4年）10月の日光線全通、同年12月の東上本線全線電化完成によって、現在の路線網ならびに電化区間が概ね完成した。これら電化区間の増加によって多数の電車の増備が必要となったことから、1927年（昭和2年）から1929年（昭和4年）にかけて合計114両におよぶ大量の電車新製が実施されたが、同時期に新製された一連の各形式を総称して昭和2年 - 4年系と称する。
昭和2年 - 4年系に属する各形式は用途ならびに製造時期の相違によって車体の仕様は各々異なるものの、構体寸法ならびに主要機器の仕様は全車とも統一されており、また新製は日本車輌製造東京支店・汽車製造・川崎車輌（現・川崎重工業）の3社が担当したが、製造会社の相違による外観上の差異は一部を除いて存在しない。
後年7800系（78系）の大量増備が実施されるまで、東武の保有する旅客用車両において最多両数を数えた本系列は長きにわたって旅客運用の主力車両として運用された。戦後に実施された大改番に伴う複雑な改番や各種改造を経て、旅客用車両としては1972年（昭和47年）まで運用され、中途荷物電車（荷電）化改造を実施された車両については2004年（平成16年）3月まで在籍した。

## 車体
前述のように、用途ならびに製造時期の相違によってその仕様は多岐にわたっているが、全長16,852mm・全幅2,714mm・客用扉幅910mm・側面窓幅610mmの主要寸法は全車とも統一されている。構体主要部分に鋼板を使用し、リベット組立工法と溶接工法を併用して組み立てられた半鋼製車体は全車とも同一であり、また半鋼製車体ながら本系列に先行して新製された大正15年系同様に木造車のように車体裾部が切り上げられた構造となっており、台枠が外部に露出している点が特徴である。また、台枠補強用のトラスロッド（トラス棒）が車体中心寄りに設置されたことによって外部から見えなくなった点が大正15年系とは異なる。その他、深い屋根と広く取られた腰板寸法、小ぶりな一段落とし窓方式の側窓も相まって、やや垢抜けない鈍重な印象を与える外観を呈している。車体塗装は全車とも当時の東武における標準塗装であった茶色一色塗りである。
また、本系列の特徴の一つに独特の運転台配置がある。両運転台構造の車両においては、一端の妻面が中央に全室式運転台を備えた非貫通構造であるのに対し、他方の妻面は片隅式運転室を右側に、貫通路を挟んだ向かい側に車内トイレをそれぞれ配した貫通構造であるという、前後非対称の設計が採用され、東武においては全室式運転台側を「正運転室」、片隅式運転台側を「副運転室」と称した。もっとも、本系列中最初期に落成した4両のみは正運転室側妻面も貫通構造とされており、運転台位置は副運転室側と異なり左側に設置されていたほか、電動車（デハ）の一部や制御車（クハ）については副運転室を設けず、片運転台仕様で落成した車両も存在する。
車内はロングシート仕様の車両が大勢を占めていたが、一部にセミクロスシート仕様で落成した車両も存在し、大半の車両に設置された車内トイレの存在とともに、本系列が当初より中長距離運用を主眼として設計されたことが窺える。クロスシート仕様の車両については、戦中の輸送量増加に伴って後年全車ともロングシート化改造が実施された。
なお、用途ならびに製造時期の相違による構体設計の相違点については、下記グループ別詳細において詳述する。

## 主要機器
主要機器については前述の通り全車とも統一されており、デッカーシステムと称されるイングリッシュ・エレクトリック (E.E.) 社の製品、もしくはE.E.社の国内ライセンス製品が搭載されている。

### 主制御器
本系列以前に新製された大正13年系ならびに大正14年系においてはウェスティングハウス・エレクトリック (WH) 開発の電磁単位スイッチ式間接非自動 (HL) 制御器が採用されていたが、本系列においてはデッカーシステムの系譜に属する東洋電機製造製の電動カム軸式自動加速制御器が採用された。この制御器は自動進段機能を持ちながら、計9段（直列5段・並列4段）のノッチ刻みを持つM-8D主幹制御器のレバーサ（逆転器）の切り替えにより自動進段もしくは手動進段が選択可能であり、任意のノッチ段数を直接選択するHL制御車と同様の運転方法を可能とするものであった。

### 主電動機
イングリッシュ・エレクトリックDK-91（端子電圧750V時定格出力97kW）を1両当たり4基搭載する。同主電動機は大正13年系ならびに大正14年系において採用されたウェスティングハウス・エレクトリックWH556-J6（端子電圧750V時定格出力74.6kW/同定格回転数985rpm）と比較して約3割出力が増強されている。歯車比は2.81 (59:21)、駆動方式は吊り掛け式である。

### 台車
電動車が住友金属工業KS31L、日本車輌製造D-16・D-18、汽車製造BW-78-25Aのいずれかを、制御車が住友KS31L、日車D-16、汽車BW-78-25Aのいずれかをそれぞれ装着する。これらはいずれもボールドウィン・ロコモティブ・ワークス社が開発したボールドウィンA形台車の国内模倣生産品と位置付けられる形鋼組立型釣り合い梁式台車で、軸受は全台車とも平軸受構造、固定軸間距離は電動車用台車が2,450mm、制御車用台車が2,135mm（汽車BW-78-25Aのみ2,130mm）である。

### 制動装置
ウェスティングハウス・エア・ブレーキ (WABCO) 社開発のM三動弁による元空気溜管式AMM / ACM自動空気ブレーキである。同制動装置によって床下に搭載された制動筒（ブレーキシリンダー）を動作させ、床下に設置された制動引棒（ブレーキロッド）を介して前後台車の制動を行う制動機構が採用されている。

### その他
パンタグラフは従来増備された電動車各形式と同様、電動車に各2基搭載した。

## グループ別詳細
本系列は前述のように用途別および製造年代別に仕様が異なり、「前期普通車型」「前期合造車型」「後期普通車型」「後期合造車型」の4つのグループに大別される。以下、グループごとに詳細を述べる。

### 前期普通車型
- デハ4形 (17 - 18・21 - 36)
- クハ3形 (9・10)

1927年（昭和2年）にデハ18両・クハ2両の計20両が新製された、昭和2年 - 4年系において最初に落成したグループである。
全車とも3扉車体の両運転台車で、外観は大正15年系ホハ11形（デハ3形）と類似しているが、車体長の相違に起因して各部吹き寄せ寸法が異なるほか、前面窓上部の行先表示窓が廃止された点が主な相違点である。側面窓配置は1D7D7D1（D：客用扉）、乗務員扉は設置されていない。車内はセミクロスシート仕様である。最初期に落成したデハ17・18ならびにクハ9・10の4両は両側妻面とも貫通構造であったが、以降の16両は正運転室側妻面が非貫通構造に変更され、同設計は以降の本系列における標準仕様として踏襲された。なお、デハ19・20の車両番号（車番）は大正15年系ホハ11形のうち、遅れて電動車化が実施された2両に付番されたことから、デハ18の次に増備された車両にはデハ21の車番が付与された。
デハ4形は1930年（昭和5年）にデハ35・36を除いて全車とも客室の一部を荷物室に改造し、車番はそのままにデハニ4形と改称された。改造に際しては正運転室側の側窓2枚分までの客室スペースを荷物室に転用したもので、車体に手は加えられず、扉の拡幅等は行われていない。なお、デハニ17・18は翌1931年（昭和6年）に荷物室を撤去して再びデハ4形17・18に戻り、デハニ23は1936年（昭和11年）に荷物室を郵便室に改装してデハユ2形と車番はそのままに改称された。
クハ3形は1934年（昭和9年）と1936年（昭和11年）の二度にわたって電動車化改造が実施された。これに先立つ1932年（昭和7年）に行われた電動車化改造から国産主要機器（日立製作所製）が採用されており、クハ3形の電動車化改造においても主制御器は電動カム軸式のMCH-200Dが、主電動機はHS-266（端子電圧750V時定格出力110kW/同定格回転数1,000rpm）がそれぞれ採用された。改造後はデハ8形93・94と改称・改番されている。
その後、戦災によってデハニ26・デハ35が焼失し、戦後間もなくデハ36が事故で車体を焼損したが、後者については復旧工事が施工され、その際電装品が前述クハ3形の電動車化に際して採用されたものと同一の機器に換装された。戦災焼失した2両については、戦後に同2両の復旧名義でクハ430形436・437が新製されている。また、デハニ29は事故で正運転室側前面を破損し、復旧に際して乗務員扉が新設された。
これら18両が大改番の対象となり、電装品および車内設備の相違によりモハ3200形・モハニ3270形・モハ5400形・モハ5430形の4形式に区分された。
| 形式    | 車番    | 荷物合造車化 | 荷物合造車化 | 荷物室撤去    | 電動車化  | 郵便合造車化 | 大改番                |
| デハ4形 | 17・18  | デハニ4形    | 17・18       | デハ4形17・18 | ‾         | ‾            | モハ3200・3201        |
| デハ4形 | 21・22  | デハニ4形    | 21・22       | ‾             | ‾         | ‾            | モハニ3270 - 3274     |
| デハ4形 | 23      | デハニ4形    | 23           | ‾             | ‾         | デハユ2形23  | モハニ3270 - 3274     |
| デハ4形 | 24・25  | デハニ4形    | 24・25       | ‾             | ‾         | ‾            | モハニ3270 - 3274     |
| デハ4形 | 26      | デハニ4形    | 26           | ‾             | ‾         | ‾            | （クハ436へ車籍継承） |
| デハ4形 | 27 - 34 | デハニ4形    | 27 - 34      | ‾             | ‾         | ‾            | モハニ3275 - 3282     |
| デハ4形 | 35      | ‾            | ‾            | ‾             | ‾         | ‾            | （クハ437へ車籍継承） |
| デハ4形 | 36      | ‾            | ‾            | ‾             | ‾         | ‾            | モハ5430              |
| クハ3形 | 9       | ‾            | ‾            | ‾             | デハ8形94 | ‾            | モハ5401              |
| クハ3形 | 10      | ‾            | ‾            | ‾             | デハ8形93 | ‾            | モハ5400              |

### 前期合造車型
- クハニ1形 (1 - 6)
- クハユ1形 (1 - 4)

1927年（昭和2年）にクハニ6両・クハユ4両の計10両が新製された。全車とも副運転室が設置されていない片運転台構造であり、前面は非貫通構造、運転室には乗務員扉が設けられている。本グループは普通車型グループから改造された荷物・郵便合造車とは異なり、落成当初より大きな荷物室と積卸専用の広幅側面引扉を備えた本格的な合造車として設計され、側面窓配置は両形式ともd1B4D7D1（d：乗務員扉、D：客用扉、B：荷物用扉）である。車内は普通車型グループと同様にセミクロスシート仕様である。
クハニ5・6は1929年（昭和4年）に荷物室を郵便輸送向けに改装し、車番はそのままにクハユ1形5・6（クハユ6は初代）と改称・編入された。さらにクハユ6（初代）は1932年（昭和7年）に電動車化ならびに郵便室の荷物室化改造を実施した。
電動車化に際しては日立製作所製の電装品が採用され、制御器は日立製作所製PR200型複式制御器、電動機は日立製作所製直流直巻補極付電動機（出力110kW、電圧750V）が採用された。歯車比は21対62である。このほか、従来の連結面側妻面に副運転室を新設して両運転台化改造が実施され、改造後の同車はデハニ1形1と改称・改番された。
日立製作所製の電装品は、同時に行われた後記クハニ3形・クハニ4形の電装化（デハニ1形化）および2年後の1934年（昭和9年）から行われた前記クハ3形の電装化でも採用されたほか、その後製造された東武デハ10系電車でも引き続き採用された。
1936年（昭和11年）にデハニ1は混雑対策として荷物室を撤去し、デハ8形デハ87と改番・編入された。普通車化に際しては荷物室を存置したまま同スペースにロングシートを新設し、荷物専用扉を締切扱いとした上で客室化を実施したことから、合造車当時と比較して外観上の変化はなかった。
本グループにおいてはクハニ1・クハユ3（初代）が戦災焼失し、前者は戦後復旧名義でクハ430形430が新製され、後者は1947年（昭和22年）に汽車製造において焼損車体をそのまま修繕する形、いわゆる「叩き直し」と称する修繕方法によって復旧工事が施工された。復旧に際しては荷物室が撤去され、乗務員扉を新設して側面窓配置がd1D5D7D1と変化した。なお、復旧後のクハユ3（初代）は同時に復旧工事を施工された後期合造車型デハ8形90（初代）と車番を交換する形でデハ90（2代）と改称・改番されたが、現車は動力を持たない制御車として竣功している。これら9両が大改番の対象となって、クハユ290形・クハ420形・モハニ5470形の3形式に区分された。
| 形式      | 車番  | 郵便合造車化   | 電動車化   | 郵便合造車化    | 荷物室撤去 | 戦災復旧       | 大改番                |
| クハニ1形 | 1     | ‾              | ‾          | ‾               | ‾          | ‾              | （クハ430へ車籍継承） |
| クハニ1形 | 2・3  | ‾              | ‾          | ‾               | ‾          | ‾              | クハユ295・296        |
| クハニ1形 | 4     | ‾              | ‾          | クハユ1形6 (II) | ‾          | ‾              | クハユ294             |
| クハニ1形 | 5     | クハユ1形5     | ‾          | ‾               | デハ8形87  | ‾              | クハユ293             |
| クハニ1形 | 6     | クハユ1形6 (I) | デハニ1形1 | ‾               | ‾          | ‾              | モハニ5470            |
| クハユ1形 | 1・2  | ‾              | ‾          | ‾               | ‾          | ‾              | クハユ290・291        |
| クハユ1形 | 3 (I) | ‾              | ‾          | ‾               | ‾          | デハ8形90 (II) | クハ422               |
| クハユ1形 | 4     | ‾              | ‾          | ‾               | ‾          | ‾              | クハユ293             |

### 後期普通車型
- デハ5形 (37 - 80)
- デハ6形 (81 - 86)
- クハニ2形 (7 - 31)

1928年（昭和3年）から1929年（昭和4年）にかけてデハ50両・クハニ25両の計75両が新製された、昭和2年 - 4年系の中核を形成するグループである。
本グループから客用扉を片側2箇所備える2扉車体に設計変更され、側面窓配置は片運転台仕様のデハ5形がd2D10D3、両運転台仕様のデハ6形がd2D10D2d、荷物合造車のクハニ2形がd2D10D2Bとなった。妻面形状は前期普通車型デハ4形に準じ、正運転室側が非貫通構造、副運転室側（連結面側）が貫通構造となっているほか、全車とも乗務員扉が設置されている。車内はデハ・クハニともロングシート仕様に変更された。なお、デハ6形は運転台が正運転室側・副運転室側とも全室式構造となっており、トイレは設置されていない。また、クハニ2形は荷物室が連結面に設けられており、連結面寄りの側窓2枚分のスペースが荷物室に充てられ、荷物用扉は車端部に設けられた。そのため、トイレが連結面ではなく後位側客用扉の直後に設置された点が特徴である。
デハ5形は前述の通り当初片運転台仕様で落成し、連結面側にはトイレを有するのみであったが、1931年（昭和6年）から全車とも片隅式の副運転室を新設して両運転台仕様に変更され、同時に車番はそのままにデハ7形と改称された。両運転台化改造に際しては副運転室側にも乗務員扉が新設されたが、トイレ設備の都合から副運転室側の乗務員扉は片側にのみ設置されており、デハ6形との外観上の相違点となった。
デハ7形40は1933年（昭和8年）に火災により車体を焼損した。復旧に際しては副運転室側妻面の非貫通構造化ならびに運転台の全室式構造化の上、客用扉部分を拡幅して荷物電車（荷電）化改造が実施され、デニ1形1と改称・改番された。また、同時に台車を含めた主要機器を大正13年系デハ1形2が電装解除された際の発生品に換装し、手動加速制御（HL制御）車となったことから、本系列他車との併結・混用は不可能となった。
クハニ28 - 31は1938年（昭和13年）に荷物室およびトイレを撤去の上、電動車化・両運転台化改造を施工しデハ105形105 - 108と改称・改番された。改造に際しては新設運転台（副運転室）側にも乗務員扉が設置されたため、外観上はデハ6形とほぼ同一となったものの、副運転室側の運転台が左側に設けられた点が異なる。電装品については他の電動車化改造車と同様に日立製のものが採用されたが、主電動機は大正14年系デハ101形と同一のHS-254（端子電圧750V時定格出力75kW）を搭載した。
なお、クハニ11は1939年（昭和14年）に同車の名義を流用してクハ12形1107が新製され、車籍は同車へ継承された。
本グループにおいてはデハ7形56・60が戦災焼失し、デハ6形85が機銃掃射によって車体を損傷したが、被害が比較的軽微であったデハ85のみ復旧され、デハ56・60については戦後同2両の復旧名義でクハ430形431・432が新製された。デハ85は汽車製造において復旧工事が施工されたが、同時に主要機器が前期普通車型デハ8形と同一の電装品に換装された。その他、時期は不詳ながら、デハ7形39・51・79の3両に対しても同様の機器換装が実施された。
大改番に際しては、前述のクハニ11および戦災焼失した2両を除く72両が対象となり、モハ3210形・モハ3250形・モハ5420形・クハニ270形・モハ1400形・モニ1170形の6形式に区分された。
| 形式                | 車番    | 火災焼損復旧 | 電動車化           | 大改番                |
| デハ5形 （デハ7形） | 37・38  | ‾            | ‾                  | モハ3210・3211        |
| デハ5形 （デハ7形） | 39      | ‾            | ‾                  | モハ5420              |
| デハ5形 （デハ7形） | 40      | デニ1形1     | ‾                  | モニ1170              |
| デハ5形 （デハ7形） | 41 - 50 | ‾            | ‾                  | モハ3212 - 3221       |
| デハ5形 （デハ7形） | 51      | ‾            | ‾                  | モハ5421              |
| デハ5形 （デハ7形） | 52 - 55 | ‾            | ‾                  | モハ3222 - 3225       |
| デハ5形 （デハ7形） | 56      | ‾            | ‾                  | （クハ431へ車籍継承） |
| デハ5形 （デハ7形） | 57 - 59 | ‾            | ‾                  | モハ3226 - 3228       |
| デハ5形 （デハ7形） | 60      | ‾            | ‾                  | （クハ432へ車籍継承） |
| デハ5形 （デハ7形） | 61 - 78 | ‾            | ‾                  | モハ3229 - 3246       |
| デハ5形 （デハ7形） | 79      | ‾            | ‾                  | モハ5422              |
| デハ5形 （デハ7形） | 80      | ‾            | ‾                  | モハ3247              |
| デハ6形             | 81 - 83 | ‾            | ‾                  | モハ3252 - 3254       |
| デハ6形             | 84      | ‾            | ‾                  | モハ3250              |
| デハ6形             | 85      | ‾            | ‾                  | モハ5423              |
| デハ6形             | 86      | ‾            | ‾                  | モハ3251              |
| クハニ2形           | 7 - 10  | ‾            | ‾                  | クハニ270 - 273       |
| クハニ2形           | 11      | ‾            | ‾                  | ‾                     |
| クハニ2形           | 12 - 16 | ‾            | ‾                  | クハニ274 - 278       |
| クハニ2形           | 19 - 27 | ‾            | ‾                  | クハニ279 - 287       |
| クハニ2形           | 17・18  | ‾            | ‾                  | クハニ288・289        |
| クハニ2形           | 28 - 31 | ‾            | デハ105形105 - 108 | モハ1402 - 1405       |

### 後期合造車型
- クハユ2形 (5・6)
- クハユ3形 (7 - 10)
- クハニ4形 (32 - 34)

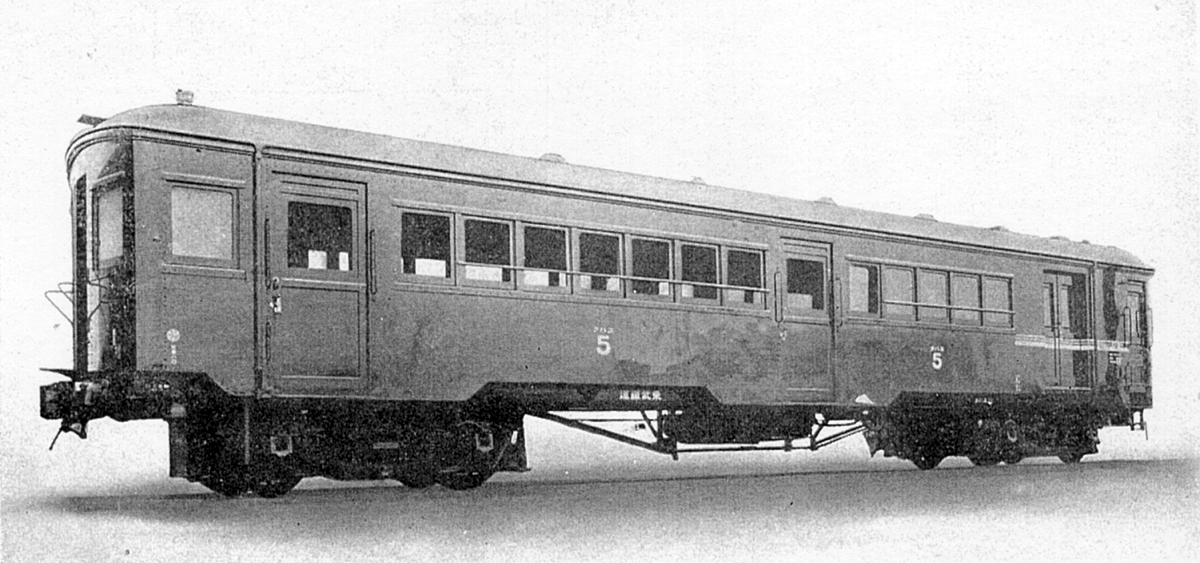
後期合造車型クハユ2形5
（落成当時・日車カタログ写真）

1928年（昭和3年）にクハユ6両、1929年（昭和4年）にクハニ3両の計9両が新製された。
同時期に増備された後期普通車型グループにおいては、2扉構造化を始めとした車体設計の見直しが実施されていたものの、本グループは客荷合造構造であるため前期合造車型グループの車体構造を概ね踏襲したものとなっている。ただし、本グループにおいては荷物室面積の見直しが実施され、前期合造車型グループの10.01平方メートルに対して9.88平方メートルとわずかに縮小されて、側面窓配置もdB5D7D1と変更された。全車とも片運転台仕様で落成し、連結面側車端部にはトイレが設置され、車内はセミクロスシート仕様である。
クハユ2形5・6は落成翌年の1929年（昭和4年）に荷物室を一般荷物輸送向けに改造され、車番はそのままにクハニ3形5・6と改称された。また、1932年（昭和7年）にはクハニ3形5・6、クハニ4形32 - 34ならびにクハユ3形7（初代）が電動車化ならびに両運転台化改造を施工された。
電装品についてはデハユ1は従来から採用されていたイングリッシュ・エレクトリック製の物が採用され、制御器はカムシャフトコントロールマルチプルユニット式を電動機は直流直巻補極付電動機（出力97kW、電圧750V）が搭載された。歯車比は21対59である。デハニ2 - 6については前期合造車型クハユ6（初代）のデハニ1形化改造と同様に日立製作所製の電装品が採用された。
改造後は改称・改番が行われ、クハニ5・6、クハニ32 - 34がデハニ1形2 - 6、クハユ7（初代）がデハユ1形1となった。また、クハユ7（初代）の電動車化に伴ってクハユ3形10がクハユ7（2代）と改番され欠番を埋めている。
1934年（昭和9年）には混雑対策としてデハニ2 - 6の荷物室を撤去して客室スペース化し、同4両はデハ8形88 - 92（デハ90は初代）と改称・改番された。普通車化に際しては荷物室を存置したまま同スペースにロングシートを新設し、荷物専用扉を締切扱いとした上で客室化を実施するという、前期合造車型デハニ1と同様の改造が施工された。
本グループにおいてはデハ90（初代）が戦災で被災し、1947年（昭和22年）に汽車製造において焼損車体をそのまま修繕する「叩き直し」と称する修繕方法によって復旧工事が施工された。復旧に際しては車体外観には変化はなかったものの、荷物室面積が19.13平方メートルと拡大され、同時に副運転室とトイレが撤去されて片運転台構造化された。なお、復旧後のデハ90は同時に復旧工事を施工された前期合造車型クハユ1形3（初代）と車番を交換する形でクハユ3（2代）と改称・改番され、現車は動力を持たない制御車として竣功している。
大改番に際しては本グループ全9両が対象となって、クハユ290形・クハユ490形・モハニ5470形・モハユ3290形の4形式に区分された。
| 形式      | 車番   | 荷物合造車化  | 電動車化      | 改番         | 荷物室撤去    | 戦災復旧        | 大改番           |
| クハユ2形 | 5・6   | クハニ3形5・6 | デハニ1形2・3 | ‾            | デハ8形88・89 | ‾               | モハニ5471・5472 |
| クハユ3形 | 7 (I)  | ‾             | デハユ1形1    | ‾            | ‾             | ‾               | モハユ3290       |
| クハユ3形 | 8・9   | ‾             | ‾             | ‾            | ‾             | ‾               | クハユ298・299   |
| クハユ3形 | 10     | ‾             | ‾             | クハユ7 (II) | ‾             | ‾               | クハユ297        |
| クハニ4形 | 32     | ‾             | デハニ1形4    | ‾            | デハ8形90 (I) | クハユ1形3 (II) | クハユ490        |
| クハニ4形 | 33・34 | ‾             | デハニ1形5・6 | ‾            | デハ8形91・92 | ‾               | モハニ5473・5474 |

## 大改番後の各形式概要
前述の通り、本系列は大改番によって複数の形式に区分された。また大改番以降、本系列を含めた「32xx形」「54xx形」の形式称号を付与された電動車各形式については「3200系（32系）」「5400系（54系）」とも総称される。以下、各形式の概要を述べる。

### モハ3200形
- モハ3200・3201

旧デハ4形中、事故や戦災に遭わず大改番を迎えた2両が本形式となった。いずれも本系列の最初期車に相当する車両で、両側妻面とも貫通構造となっているほか、正運転室側の運転台が左側に設置されていることなど、最初期車としての特徴を有する。

### モハ3210形
- モハ3210 - 3247

旧デハ7形中、イングリッシュ・エレクトリックDK-91主電動機を搭載し、かつ事故や戦災に遭わず大改番を迎えた38両が本形式となった。本系列のみならず、32系に属する電動車各形式において最多両数を数える形式である。

### モハ3250形
- モハ3250 - 3254

旧デハ6形中、戦災に遭った1両を除く全車が本形式となった。モハ3210形との相違点はデハ6形・デハ7形当時のそれに準じる。

### モハニ3270形
- モハニ3270 - 3282

旧デハニ4形・デハユ2形で、戦災に遭った1両を除く全車が本形式に統合された。旧デハユ2形23は本形式統合に際して郵便室の荷物室化改造を施工した。また、モハニ3277は旧デハニ4形29で、事故復旧工事に際して乗務員扉が新設された異端車である。

### モハニ3290形
- モハニ3290

旧デハユ1形1が本形式を称した。1形式1両のみ。

### モハ5400形
- モハ5400・5401

旧デハ8形中、クハ3形を電動車化の上編入したデハ93・94が本形式に区分された。いずれも本系列の最初期車に相当する車両であり、車体各部の特徴はモハ3200形に準じる。

### モハ5420形
- モハ5420 - 5423

旧デハ7形中、日立HS-266主電動機を搭載する4両が本形式に区分された。モハ3210形との相違点は主要機器のみであり、車体は同一である。

### モハ5430形
- モハ5430

旧デハ4形36が本形式を称した。同じく前期普通車型を出自とするモハニ3270形とは主要機器が異なるほか、片運転台仕様で左右両側に乗務員扉を有する点が特徴である。

### モハニ5470形
- モハニ5470 - 5474

旧デハ8形中、前記モハ5400形に区分された2両と戦災に遭遇したデハ90を除く5両が本形式を称した。モハ5470は前期合造車型（旧クハニ1形）に属するのに対し、他の4両は後期合造車型（旧クハニ4形）に属するため、両者では側面窓配置が異なる。いずれも大改番に際しては客室化されていた荷物室を復活させ、合造車として本形式に統合された。なお、モハ5470は1951年（昭和26年）に荷物室を郵便輸送向けに改装し、モハユ5490形5490と改称・改番された。

### モハ1400形
- モハ1402 - 1405

旧デハ105形全車が本形式に改称・改番された。なお、大改番に際しては大正14年系デハ101形も本形式へ統合され、モハ1400・1401の車番が付与されたことから、旧デハ105形はモハ1402以降の車番が付与された。

### モニ1170形
- モニ1170

旧デニ1形1が本形式を称した。1形式1両のみ。

### クハニ270形
- クハニ270 - 289

旧クハニ2形中、事故や改造により離脱した車両を除く20両が本形式となった。

### クハユ290形
- クハユ290 - 299

旧クハニ1形・クハユ1形（前期合造車型）ならびにクハユ2形（後期合造車型）の3形式のうち、戦災に遭遇せず大改番を迎えた計10両が、荷物室を郵便輸送向けに改装した上で本形式に統合された。クハユ297 - 299が後期合造車型に属するほかは、全車とも前期合造車型に属する。

### クハ420形
- クハ422

旧クハユ1形3（初代）で、戦災復旧に際してデハ8形90（2代）と改番されたのち、大改番に際して本形式に区分された。なお、大正14年系デハ101形中、戦災復旧車が本形式に統合されてクハ420・421の車番が付与されたことから、それらの続番であるクハ422の車番が付与された。

### クハユ490形
- クハユ490

旧デハ8形90（初代）で、戦災復旧に際してクハユ1形3（2代）と改番されたのち、大改番に際して本形式に区分された。

## 大改番以後の変遷
1951年（昭和26年）8月に発生した浅草工場の火災により電車6両が被災焼失したが、本系列においてはモハニ3270形3272・モハニ5470形5472・モハ1400形1404・クハニ270形272・クハユ290形291の計5両が被災し、同年11月9日付で全車廃車となった。同年12月には被災廃車となった車両の補充目的でクハ550形（初代・後のモハ5320形）6両が新製されたが、その他モハ1404の廃車補充として、クハニ270形289が荷物室の撤去・電動車化・両運転台化といった各種改造を施工され、モハ1400形1406と改番・編入された。
以下、大改番以降に施工された主要な改造ならびに変遷について述べる。

### 事故復旧等による車体新製・修繕
事故もしくは戦災復旧車のうち、車体の状態が悪かったものについては後年車体新製が実施されたほか、復旧工事に際して大きく形態に変化が生じた車両が存在する。以下、当該車両ごとに詳細を述べる。

#### モハ3201
1952年（昭和27年）6月に越生線坂戸町（現・坂戸）付近の踏切において自動車と衝突し車体を全焼したため、同年9月に日本車輌製造東京支店において車体を新製し復旧された。主要機器は種車のものを流用しているが、新製された車体はクハ500形の両運転台仕様・3扉構造版に相当する外観となり、前後妻面に貫通扉を備え、側窓は二段上昇式となるなど、原形とは全く異なる本系列中随一の異端車となった。側面窓配置はd1D4D4D1d（反対側はd1D4D4D2）のいわゆる関東型配置と俗称される仕様である。もっとも、当時はクハ500形・550形（初代）といった落成当初より左側運転台仕様とされた車両が既に登場していたにもかかわらず、新車体は一方の運転室は全室式ながら運転台は右側に設置され、他方は片隅式運転室が右側に設けられているという、本系列としての特徴を併せ持った仕様とされている。なお、新車体においてはトイレの設備は省略された。

#### モハ5430
1947年（昭和22年）7月に東上線川越付近において発火・全焼し、翌1948年（昭和23年）2月に汽車製造において焼損車体叩き直しによる復旧工事が施工されていたものであるが、一度焼損した車体の劣化が激しくなったことから、1959年（昭和34年）8月に車体新製による修繕工事が実施された。新車体は津覇車輌工業において新製されたが、前記モハ3201とは異なり各部寸法を含めてほぼ原形通りの仕様で落成した。ただし、新車体は全溶接工法によって組み立てられたことから旧車体に存在したリベットが全廃され、また前面に貫通扉が新設されたほか、車体裾の切れ込みが無くなった点が原形と異なる。

#### モハ5421・クハユ290
1959年（昭和34年）に伊勢崎線太田付近において発生した脱線転覆事故で被災大破したため、2両とも津覇車輌工業において車体新製による復旧工事が施工された。新車体は2両ともに外観ならびに各部寸法はほぼ原形を踏襲しているものの、全溶接ノーリベット構造・前面貫通扉設置・車体裾の切れ込み廃止といった特徴は前記モハ5430に準じたものとなっている。

#### モハ1406
1960年（昭和36年）12月に衝突事故を起こし、非貫通構造側の前面を大破した。復旧に際しては破損した側の運転台を完全撤去して客室化し、妻面には貫通路を新設して片運転台仕様に改造された。

### 合造車の荷物室撤去
戦後、自動車の急激な普及に伴って小手荷物輸送がトラック便に押され、鉄道における荷物輸送の需要減少が全国的に顕在化しつつあった。東武鉄道においてもその例外ではなく、多くの荷物・郵便車両を必要としなくなったことから、1955年（昭和30年）から翌1956年（昭和31年）にかけて荷物室面積の小さな車両を対象に荷物室を撤去して普通車化する工事が順次施工された。
クハニ270形についてはトイレを後位側客用扉直後から車端部に移設する工事が同時に実施され、初期に宇都宮車輌（後の富士重工業）において同改造を施工された車両については荷物扉・荷物室の撤去ならびにトイレの移設のみが施工されたが、後期に日本車輌製造において同改造を施工された車両については車内木部を全面的に張り替える内装更新工事も同時に施工された。
クハユ290形からもクハユ297・298の2両が荷物室撤去の対象となったが、こちらは本格的な荷物室を備えていたことから改造も大掛かりなものとなり、荷物用扉を既存の客用扉幅と同一の910mm幅に縮小した上で側面窓を2枚新設し、側面窓配置はdD7D7D1に変化した。
| 旧番                       | 改番後        |
| モハニ3277                 | モハ3206      |
| クハニ270 - 271・273 - 288 | クハ250 - 267 |
| クハユ297・298             | クハ411・412  |

一連の改造によってクハニ270形は全車ともクハ250形と改称・改番されて形式消滅し、クハユ297・298はクハ410形411・412と新形式に区分され、モハニ3277についてはモハ3206と改番されてモハ3200形に編入された。

### 日光線準急列車向け改造
特急列車以外の日光方面への優等列車は、快速列車についてはモハ5310形・モハ5320形（53系）といった長距離列車としての体裁が整えられた車両によって運用されていたが、準急列車は雑多な従来車によって運用されており、中でも本系列はトイレ設備のある車両が多数存在していたこともあって同運用に多く充当されていた。しかし、新製当初から何ら手を加えられていない古色蒼然とした接客設備が不評を招き、有名観光地へのアクセス車両としては著しく見劣りするものであったことから、1955年（昭和30年）から翌1956年（昭和31年）にかけて、モハ3210形・クハ250形各6両を対象に接客設備改善工事が施工された。
| モハ3210形 | クハ250形 |
| モハ3230   | クハ257   |
| モハ3231   | クハ256   |
| モハ3232   | クハ255   |
| モハ3233   | クハ254   |
| モハ3235   | クハ259   |
| モハ3236   | クハ258   |

モハ3210形は副運転室側の運転台ならびにトイレを撤去して片運転台化し、連結面には貫通幌を設置したほか、モハ・クハとも正運転室側の運転台を左側に移設し前面に貫通扉を新設した。また、ベンチレーターをおわん型からガーランド型に交換し、車内は扉間に計10脚のボックスシートを設置してセミクロスシート仕様に改造され、車内照明の蛍光灯化ならびに放送装置の新設、客用扉直下のステップ廃止が施工された。さらに従来モハ3210形が搭載した電動発電機 (MG)・電動空気圧縮機 (CP) といった補機をクハ250形へ移設し、2両固定編成化も実施されている。
同12両は車体塗装を従来の茶色一色塗りから下半分ライトブルー、上半分クリームのモハ5320形などと同様の塗装に変更されて面目を一新し、日光線系統の長距離列車に優先的に充当された。

### その他改造
1956年（昭和31年）以降、全車を対象として客用扉直下のステップ廃止、制動装置のM三動弁のA動作弁への換装（AMA制動化）が順次施工された。その他、副運転室の撤去・片運転台構造化、トイレの撤去もしくは使用停止、正運転室側妻面への貫通扉新設ならびに運転台の右側への移設、電動車の副運転室側パンタグラフ撤去などが施工されたが、これらについては全車統一的な内容で施工されたものではないため、その形態は多種多様を極めることとなった。
副運転室ならびにトイレの撤去、前面貫通構造化、副運転室側パンタグラフ撤去については、電動車・制御車を1編成単位とした固定編成化が進められていた東上線に配属された車両に対して優先的に施工される一方、本線（伊勢崎線・日光線）に配属された車両については同工事が施工されず晩年まで原形を保った車両も数多く存在した。
また、1969年（昭和44年）1月から同年2月にかけて、前述アコモ改善工事施工車の車内ロングシート仕様化が順次施工されたほか、車体塗装のベージュ地に車体裾部と窓周りをオレンジとした一般色への変更が実施された。車体塗装変更についてはアコモ改善工事施工車以外にも実施されていたものであるが、後述更新時期の都合上原形の茶色一色塗装のまま更新された車両も存在する。
その他、本系列のうち54系に属する車両については保安装置（東武型ATS）が新設されたほか、車内照明の蛍光灯化・車内扇風機ならびに放送装置の新設といった接客設備改善工事が実施された。保安装置新設に際しては制動装置に電磁吸排弁および中継弁を新設しARE (AMA-RE) 電磁自動空気ブレーキ化が施工され、また固定編成化に伴って編成中間に位置することとなった車両については保安装置設置対象より除外されたことから、運転台の機器を撤去し事実上中間車化される車両も発生した。なお、本系列に属する旅客用車両の前照灯は全車とも白熱灯仕様のまま存置され、前照灯のシールドビーム2灯化を施工された車両は存在しない。

## 晩年
長年にわたって本線（伊勢崎線・日光線）や東上線といった幹線系統における主力車両として運用された本系列であったが、その後の新型車と比較すると徐々に見劣りする存在になりつつあった。特に観光客に荷物電車と間違えられることすらあったという鈍重な外観や接客設備の著しい陳腐化は隠しようもなく、サービス向上のための対策が急務であった。そのため、1964年（昭和39年）より、本系列のうち32系に属する車両を対象として、主要機器を流用し2000系類似の18m級車体を新製して載せ替える形で3000系への更新工事が開始された。なお、本系列を含めた32系各形式の3000系への更新対象車は計133両であり、3000系は電動車・制御車（付随車）の2両単位で編成されることから、制御車（付随車）が1両不足することとなった。そのため、モニ1170形1170を名義上の種車として付随車を1両追加製造し、不足分を補っている。
32系に属する本系列各形式の更新が実施される一方、更新工事進捗に伴って荷物車および郵便車の不足が生じることへの対策と、将来的な旅客列車の荷扱廃止・客貨分離を目的として、1964年（昭和39年）から1965年（昭和40年）にかけてモハ1400形全車を対象に荷物電車（荷電）化改造が施工され、郵便・荷物合造車がモユニ1490形へ、荷物専用車がモニ1470形へそれぞれ改称・改番された。
改番対照
| 旧番     | 荷電化改造後 |
| モハ1402 | モユニ1491   |
| モハ1403 | モニ1473     |
| モハ1405 | モニ1474     |
| モハ1406 | モニ1475     |

なお、前述事故復旧に際して片運転台構造となっていたモハ1406については、荷電化改造時に再び両運転台構造に改造されている。また、荷電化改造に際しては大正14年系に属するモハ1401・1402も対象となってモニ1471・1472と改称・改番され、モハ1400形は形式消滅した。
また、これら荷物電車の就役に伴って従来在籍した合造車の荷物室は不要となったことから、更新時期を迎えていなかった54系に属する車両を対象に荷物室の撤去が1969年（昭和44年）に施工された。
| 旧番                   | 荷物室撤去後         |
| モハニ5471・5473・5474 | モハ5471・5473・5474 |
| モハユ5490             | モハ5490             |

改造は前述クハ410形411・412（元クハユ290形297・298）と同様の内容で施工されたが、改造後の側面窓配置はクハ410形がdD7D7D1であったのに対し、モハニ5470形・モハユ5490形はd1D6D7D1と若干異なる。改造後の同4両はいずれも原番号をそのまま踏襲し、車種記号のみが変更されてモハ5470形・モハ5490形と改称された。
32系の3000系への更新が完了した1971年（昭和46年）以降、54系に属する本系列各形式についても、32系更新と同様の方式をもって3050系への更新が開始され、1972年（昭和47年）に全車更新を完了し、本系列に属する旅客用車両は全廃となった。更新によって不要となった旧車体については大半が解体処分されたが、そのうちモハ3210形2両分の車体を流用して救援車クエ7000形が製造された。
なお、荷電化改造された車両のうち、モニ1470形1473（旧デハ105形106・後期普通車型）のみは荷物輸送廃止後も西新井工場の構内入換車として残存し、後年車籍を抹消されたものの同工場が閉鎖となった2004年（平成16年）3月31日まで運用された。同車の用途廃止・解体処分をもって本系列は名実ともに全廃となり、現存する車両は存在しない。

## クエ7000形
3000系への更新に伴って不要となったモハ3210形3240・3244の車体を流用し、車体中央部を無蓋化した上で復旧作業用クレーンや各種機材を搭載し、予備品の省形釣り合い梁式TR11台車を装着して落成した。改造はクエ7001が1966年（昭和41年）3月、クエ7002が1971年（昭和46年）6月にそれぞれ津覇車輌工業で施工された。更新に際してモハ3210形としての車籍は3000系に継承されていることから、2両とも新製名義で落成している。
本形式は車種記号が示す通り動力を搭載していないことから、救援出動や移動の際は5700系・78系などの自動空気ブレーキ仕様車との連結を必要としたが、機材用電源確保のためパンタグラフおよび電動発電機 (MG) を搭載していることが特徴である。
| 旧番       | 改造後   |
| 旧モハ3244 | クエ7001 |
| 旧モハ3240 | クエ7002 |

本形式は本線と東上線に1両ずつ配備され、1971年（昭和46年）12月には54系の3050系への更新に関連して2両ともに台車を住友金属工業KS33Eに換装した。もっとも、2両ともほぼ運用機会を得ることなく、晩年は資材置き場として使われた後、クエ7002は1978年（昭和53年）に、クエ7001は1986年（昭和61年）にそれぞれ廃車となり、しばらく留置された後いずれも解体処分された。